# 연방헌법재판소

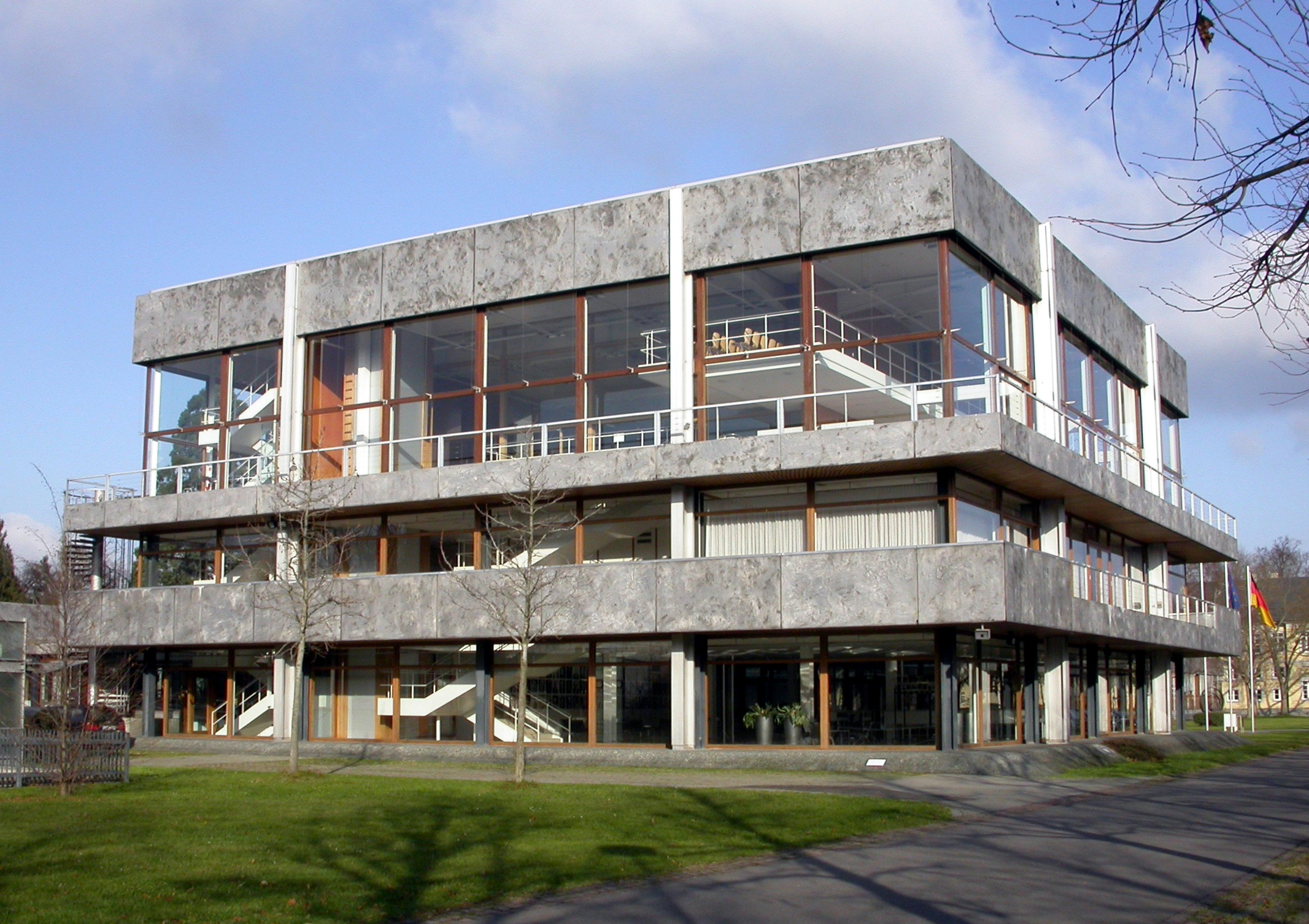
카를스루에에 소재한 연방헌법재판소 청사 전경

연방헌법재판소(Bundesverfassungsgericht)는 독일의 헌법재판소이다. 독일 남부의 카를스루에에 있다. 연방상원, 연방하원, 연방대통령, 연방내각으로 이루어진 5대 헌법기관 중 하나다.

## 연혁
- 헌법재판의 맹아적 형태로서 국사재판(國事裁判)이 있었고, Frankfurt 헌법 안에는 현재와 유사한 헌법재판제도가 마련되었으나 시행되지 못함
- 1949. 5. 8. ‘독일기본법’이라는 이름으로 헌법 제정
- 1951. 연방헌법재판소 설립[1]

## 권한
독일연방공화국 기본법에 대한 헌법재판 등 8가지의 권한을 담당하고 있다.

### I. 규범통제

#### 추상적규범통제
- 추상적 규범 통제란 실질적인 법적 분쟁이 전제되지 않은 경우에도 독일연방헌법재판소가 규범통제를 할 수 있는 권한이다
- 연방법이나 주(州)법이 기본법과의 형식적․실질적 합치하는지 여부, 또는 주(州)의 법이 그 밖의 연방법과 합치하는지 여부에 관하여 다툼이나 의문이 있는 경우에, 연방정부나, 주(州)정부 또는 연방하원 재적의원의 4분의 1이 제청한 사건에 대하여 추상적 규범통제가 가능(독일기본법 제93조 제1항 제2호)
- 법률이 기본법 제72조2항(연방법률에의한규율의필요)에 부합하는지에 관하여 다툼이 있는 경우, 연방상원이나 주(州)정부 또는 주(州)의 국민대표가 제청한 사건에 대하여 (독일기본법 제93조 제1항 제2a호)

#### 구체적규범통제
- 연방법 또 주(州)법이 기본법과의 합치하는지 여부 또는 주(州)법이 연방법과 합치하는지 여부가 재판의 전제가 될 경우에는 법원의 제청에 의하여 심판(독일기본법 제100조 제1항)

#### 국제법원칙의 국내법성의 확인 및 인증절차
- 소송에서, 국제법상 규정이 연방법의 구성부분인지 여부 및 그 국제법규가 개인에 대해 직접 권리와 의무를 발생시키는지(기본법 제25조) 여부에 관하여 의문이 있는 경우에 법원의 제청에 의하여 심판(독일기본법 제100조 제2항)

#### 이견제청절차
- 주(州) 헌법재판소가 기본법의 해석에 있어서 연방헌법재판소나 다른 주 헌법재판소의 결정과 견해를달리하고자 하는 경우에 당해 주 헌법재판소는 연방헌법재판소에 제청하여 심판받을 수 있다.(독일기본법 제100조 제3항)

#### 법률효력심판
- 법률이 연방법으로서 효력을 지속하는가에 관하여 견해차이가 있는 경우의 심판(독일기본법 제126조)

### Ⅱ. 정당의 위헌 여부 심판 및 정당해산
- 정당은 그 목적이나 그 정당원의 행위가 독일연방공화국의 존속을 위협하거나 자유민주적 기본질서를 침해하거나 배제하는 것이면 위헌으로 결정될 수 있다.(독일기본법 제21조 제2항)

### Ⅲ. 탄핵심판

#### 연방대통령에 대한 연방하원 또는 연방상원의 탄핵소추심판
- 연방하원이나 연방상원은 기본법 또는 기타의 연방법률의 고의적 침해를 이유로 연방대통령을 연방헌법재판소에 탄핵소추할 수 있다. 탄핵소추는 최소한 연방하원 재적의원의 4분의 1 또는 연방상원 표결권의 4분의 1의 다수로 발의되어야 한다. 탄핵소추의 의결은 연방하원 재적의원의 3분의 2 또는 연방상원 표결권의 3분의2의 다수를 필요로 한다.(독일기본법 제61조 제1항)
- 연방헌법재판소는 연방대통령이 기본법 또는 기타의 연방법률을 고의로 침해하였다고 확정할 경우, 그에 대해 대통령직의 상실을 선언할 수 있다. 탄핵소추 후 연방헌법재판소는 가처분으로 연방대통령의 직무수행을 정지시키는 결정을 할 수 있다.(독일기본법 제61조 제2항)

#### 법관의 탄핵심판
- 연방법관이 직무상 또는 직무 외에서 기본법의 원칙이나 주(州)의 헌법적 질서에 위반한 경우, 연방헌법재판소는 연방하원의 신청에 따라 3분의 2의 다수로 그 법관의 전직이나 퇴직을 명할 수 있다. 그 위반이 고의적인 경우에는 파면을 선고할 수 있다.(독일기본법 제98조 제2항)
- 주(州)는 주(州)법관에 관하여 제2항에 준하는 규정을 둘 수 있다. 현행의 주(州)헌법에 대하여는 아무런 지장을 초래하지 않는다. 법관탄핵에 관한 재판은 연방헌법재판소의 관할에 속한다.(독일기본법 제98조 제5항)

### Ⅳ. 기관쟁송
- 연방최고기관(연방의회, 연방참의원, 대통령, 내각)의 권리․의무의 범위에 관한 분쟁 또는 기본법이나 연방최고기관의 사무규칙에 의하여 고유의 권리를 부여받은‘기타 관계기관’의 권리․의무의 범위에 관한 분쟁을 원인으로 하는 기본법의 해석(독일기본법 제93조 제1항 제1호)

### Ⅴ. 연방국가적쟁송

#### 연방과 州간의 쟁송
- 연방과 주 상호간의 권리․의무에 대한 견해 차이, 특히 각 주가 연방법을 시행하거나 연방 감독에 관한 연방과 주(州)간의 견해차가 있는 경우, 이에 관한 쟁송(독일기본법 제93조 제1항 제3호)

#### 기타 공법상의 쟁송
- 다른 쟁송수단이 없는 경우에, 연방과 주(州)간, 주(州)상호간 또는 주(州) 내부에 있어서의 기타 공법상 쟁송(독일기본법 제93조 제1항 제4호)

### Ⅵ. 선거 및 의원 자격에 대한 심판
- 선거의 효력 또는 연방의회 의원자격의 취득이나 상실에 관한 연방의회의 의결에 대한 소원(독일기본법 제41조 제2항)

### Ⅶ. 헌법소원심판
- 공권력에 의해 기본권 또는 기본법 제20조4항(저항권), 제 33조(국민으로서의권리), 제 38조(선거권), 제 101조1(재판을받을권리), 제103조3(피고인의기본권) 및 104조4(자유박탈의경우의권리보장)에 규정된 권리를 침해당한 경우 누구나 헌법소원을 제기 할 수 있다(독일기본법 제93조 제1항 제4호의 a)
- 기본법 제28조의 지방자치행정권이 법률(연방 또는 주(州)의 법률과 법규명령)에 의해 침해되었거나 주(州)헌법재판소에 소원을 제기 할 수 없는 경우로서, 주(州)에 의해 침해되었음을 이유로 지방자치단체와 지방자치단체조합이 헌법소원을 제기할 수 있다(독일기본법 제93조 제1항 제4호의 b)

### Ⅷ. 기본권실효에관한심판
- 의사표현의 자유, 특히 출판의 자유(제5조 제1항), 교수의 자유(제5조 제3항), 집회의 자유(제8조), 결사의 자유(제9조), 서신•우편•전신의 비밀(제10조), 재산권(제14조) 또는 망명권(제16a조)을 자유민주적 기본질서에 대한 공격을 위해 남용하는자에 대하여 연방헌법재판소는 이러한 기본권들이 실효와 그 범위에 대해서 선고할 수 있다.(독일기본법 제18조)

## 조직 및 구성
연방헌법재판소는 헌법재판소장(President)과 부소장(Vice-President) 1인을 포함한 16인의 재판관(Judge)으로 구성되며, 독일 연방의회(하원)과 독일 연방참사원(상원)에 의해 선출된다. 연방헌법재판소는 8명의 재판관을 가진 두 개의 재판부로 구성되어 있는데, 제1 재판부는 주로 시민과 국가의 다툼을 결정하며, 헌법소원에 대한 판단도 한다. 제2 재판부는 초창기의 경우 주로 국가기관 간의 헌법충돌에 대한 관할권을 가지고 있었다가 1956년 이후 기본권, 특히 망명권 및 국적법에 대한 권한이 부여되었다.
양 재판부는 서로 독립적이며 각각 다른 재판부의 판례를 심사할 수 없다. 만약 한재판부가 다른 재판부와 다른 입장을 취하려 한다면 16명의 재판관이 참석하는 재판관 전체회의를 통해서 결정해야만 한다.(연방헌법재판소에 관한 법률 제14조 및 제16조)

## 재판관의 선출
- 재판관의 공식명칭은 연방헌법재판소 법관(Richter des-Bundes-verfassungsgerichts)이다.(연방헌법재판소에 관한 법률 제98조 제1항)
- 재판관은 연방의회(Bundestag, 하원)와 연방참사원(Bundesrat, 상원)에서 각각 8인을 선출하고, 연방대통령이 임명한다.(독일기본법 제94조 제1항)
- 연방의회에서의 재판관선출은 간접선거에 의하는데, 12인의 의원으로 구성되는 재판관선출위원회(원내교섭단체 비율에 근거한 d'Hondt 방식의 비례대표제 원칙에 따라12인 선출)에서 2/3이상(8인이상)의 찬성으로 선출(연방헌법재판소에 관한 법률 제6조 제2항)
- 연방상원에서는 투표수의 2/3이상 찬성으로 선출
- 제1재판부와 제2재판부의 3인씩 6인의 재판관은 연방최고법원들의 법관 중에서 선출한다(독일기본법 제94조 제1항 제1문, 연방헌법재판소에 관한 법률 제2조 제3항)
- 재판관의 정년은 68세이며, 임기는 12년으로 연임 또는 중임 불가((연방헌법재판소에 관한 법률 제4조)
- 재판관자격
  - 재판관으로 선출될 자는 40세 이상 이어야 하고, 연방의회 의원의 피선거권이 있어야 하며, 연방헌법재판소의 재판관이 될 의사를 사전에 서면으로 표명한 자이면서 독일법관법에 의한 법관의 자격이 있는 자이어야 한다(연방헌법재판소에 관한 법률 제3조)

## 독일 통일과 연방헌법재판소[2]

### 통일의 특성과 연방헌법재판소의 역할
통일은 서로 다른 법질서 아래에 있는 둘 이상의 주체가 하나의 법질서 아래로 합쳐지는 것으로, 보통 통일은 하나의 법질서를 창출해나가는 정치라고 할 수 있다.
독일의 경우를 보면, 서독기본법에서 통일을 단순히 헌법의 과제로만 규정하였기 때문에 통일 규정은 단순 국가목표규정에 불과하였다. 따라서 구체적인 통일 과제의 수행은 입법부와 집행부가 행할 수 밖에 없었으며 이로 인하여 입법부와 집행부는 통일과 관련한 넓은 형성재량을 지녔다. 그러나 이러한 폭넓은 형성재량에도 불구하고 이들 통일주체는 헌법적 한계 안에서 통일에 대한 결정을 할 수 있었을 뿐이므로, 결국 이로 말미암아 독일의 통일과정에서 연방헌법재판소가 통일에 개입하여 법적 한계 설정이라는 일정한 역할을 수행할 수 있었던 것이다.

### 통일과정 중 연방헌법재판소의 재판
- 베를린의 지위와 서독기본법의 적용범위('BVerfGE 7, 1.' 판례 참조)

1945년 5월 8일 독일군부가 연합국에 무조건 항복을 함으로써, 연합국 사령부는 베를린 정부와 그 행정을 접수하였다. 따라서 이에 따른 1945년부터 1990년까지의 분할 점령되었던 베를린의 법적 지위와 동서독에 대한 그 법적 지위가 문제되었는데, 구체적으로 베를린주가 서독의 구성부분인지, 서독기본법이 베를린에 미치는지 여부 등이 문제가 되었다.
이에 독일 연방헌법재판소는 서독기본법을 근거로(서독기본법 제23조 제1항, 제127조) 베를린이 독일연방공화국(서독)의 주이고, 서독기본법이 원칙적으로 베를린에도 효력을 미친다고 하였다. 또한 독일 연방헌법재판소는 연합국 세 점령국의 유보와 충돌하지 않는 베를린에 대한 서독기본법의 적용을 긍정하였다.
결국 이와 같은 독일 연방헌법재판소의 결정은 동서독 통일 과정에서 서독기본법이 통일의 법적 기준임을 확인한 것이다.
- 통일의회 구성을 위한 총선거 실시방법('BVerfGE 82, 322' 판례 참조)

동서독은 통일 조약의 협상과정에서 통일 이후의 통일의회 구성방안과 총선거의 실시방법에 대하여 논의하였는데, 1990년 8월 3일 선거조약을 체결하고 이에 따른 총선거를 실시를 합의하였다. 이 선거조약은 최초의 전체 독일 연방의회 총선거에서 서독의 현행 연방선거법에 의한다는 원칙을 정하였는데, 여기서 가장문제가 된 것은 5%의 저지조항이었다. 5% 저지조항이란 일정한(5%) 득표율에 미달하는 정당을 비례대표 의석 배분에서 제외하는 조항을 말하는 것으로, 이러한 5% 저지조항은 당시 군소정당이었던 녹색당 및 공산당의 후신인 민주사회주의당(PDS) 등에 의해 서독기본법 제21조 제1항(정당활동의 자유)과 결합한 제38조 제1항(보통, 직접, 자유, 평등, 비밀 선거의 원칙) 위배를 이유로 연방헌법재판소의 심판을 받게 되었다. 서독에 기반에 없는 위 군소정당들은 동독에서 23.75% 이상의 득표를 해야만 전체 독일 지역의 5% 저지조항을 극복할 수 있었기 때문이다.
이러한 심판 제기에 대해서 독일 연방헌법재판소은 지금까지 서독과 정당구조가 다르게 발전하던 동독지역에 위 5% 저지조항이 그대로 적용될 수 없다고 판단하였다. 즉, 독일 연방헌법재판소는 이전까지 전혀 정당으로 정상적인 활동을 할 수 없었던 동독에 기반이 있는 정당에, 5% 저지조항을 적용하는 것은 출발조건이 전혀 다른 두 집단인 서독의 정당과 동독의 정당 사이에 기회균등 원칙을 침해하는 것이라고 하였다.

### 통일 이후 연방헌법재판소의 재판
- 통일에 따른 화폐교환('BVerfG, Beschluss vom 26. 2. 1991, in : DtZ 1991, s. 190.' 판례 참조)

동서독이 통일되는 당시 동독 주민들은 자신들의 경제적 생활의 향상을 위하여 동독마르크를 서독마르크로 교환해달라고 요구를 하였다. 당시 동독인들에게는 동독마르크가 그 가치가 하락하고 유통성이 저하되었기에 화폐가치가 높은 서독마르크가 필요했기 때문이다. 만약 동서독간의 화폐통합이 제대로 이루어지지 않는다면, 동독인들이 당장이라도 일자리와 서독마르크를 구하기 위해 서독으로의 대규모 집단 이주라도 할 기세였기에, 당시 서독의 콜 수상은 연방은행 경제자문위원회 등의 의견을 무시한 채 1:1의 동서독 마르크의 교환비율에 의한 화폐통합을 실시하는 정치적 결단을 내리게 된다.
이러한 화폐교환에서의 헌법적 문제가 되었던 부분은 독일민주공화국(동독)의 ‘안’과 ‘밖’에 거주하는 사람을 다르게 취급하는 것에 대한 것이었다.
이에 연방헌법재판소는 동독 밖에 거주하는 사람들을 동독에 거주하는 사람들을 위해서, 규정된 일정 총액한계까지 1:1의 비율로 화폐교환에서 제외하는 한 독일기본법 제3조 제1항의 평등 원칙을 위반하는 것이 아니라고 판단하였다.
- 통일에 따른 과거 동독 공무원의 처리('BVerfGE 84, 133' 판례 참조)

동서독간 법질서 통합에는 동독 인사개혁에 관한 내용도 포함되어 있었다. 통일조약에서는 행정의 계속성을 유지하기 위하여 동독의 모든 공직자의 신분을 그대로 유지하는 것을 원칙으로 삼되, 이후 2년 안에 이루어지는 적격심사에서 부적격자로 판정되면 해임할 수 있는 규정이 있었다. 이는 동서독간의 공무원들에 대해서 차등적인 대우를 하는 규정이었다. 또한 통일에 연유하여 행정조직의 재편이나 폐지 등의 이유로 더는 공법상 근무관계에 직접 종사하지 않으면, 일정 기간 대기상태에 있으면서 평균월급 이하의 급여를 받다가 일정기간 안에 다시 공법상 근무관계를 갖지 못하면 근무관계가 완전히 종료되게 되었다. 이에 동독의 공공기관 근무자들은 이 규정에 대해서 독일기본법 제1조 제1항, 제12조 제1항 등에 근거한 기본권을 침해하였다는 이유로 연방헌법재판소에 헌법소원을 제기하였다.
이에 독일 연방헌법재판소는 독일기본법 제12조 제1항 제1문의 직업의 자유가 직업선택의 자유와 직장선택의 자유를 보장하지만, 이것이 자신의 선택에 따른 직장의 준비를 주장할 수 있다는 것을 의미하는 것은 아니고, 한번 선택된 직장에 대한 지속적인 존재보장을 내포하는 것은 아니라고 하면서 이러한 내용은 공공근무관계에 있는 직업에도 유효하다고 판단하여, 이는 독일기본법과 합치한다고 보았다. 다만 독일기본법 제6조 제4항의 모성보호조항과 관련하여서 임산부와 출산 후의 산모에게도 통일조약의 대상규정을 적용하는 것은 그들에게 기대가능성이 없다는 이유로 일부 무효라고 판단하였다.

## 유럽공동체법과 연방헌법재판소[8]
유럽공동체법에는 유럽법과 유럽 개별국가법간의 명시적인 상충을 해결하는 규율이 흠결되어 있다. 몇몇 유럽국들의 헌법은(네덜란드 헌법 제94조, 아일랜드 헌법 제29조 4항 3절 2문) 유럽공동체법과 개별국가법이 충돌하는 경우 유럽공동체법이 우월적 지위를 가진다고 규정하고 있는데, 독일헌법에는 유럽공동체법의 우월적 규정이 존재하지 않는다.
1974년 3월 29일의 Solange-I 판결에서 연방헌법재판소는 공동체법은 국가법질서의 부분도 아니고 국제법도 아닌, 독립적인 법원에서 나온다고 하였다 그리고 독일공권력의 행위는 연방헌법재판소의 통제영역에 속한다고 지적하였다. 그러나 1986년 10월 22일의 Solange-II 판결에서 연방헌법재판소은 판례를 수정하여 유럽공동체가, 특히 유럽법원의 판례가 공동체의 주권에 대해 기본권의 효과적인 보호를 일반적으로 보장하고 있는 한, 2차 공동체법의 적용가능성에 관한 연방헌법재판소의 재판권을 더 이상 행사하지 않는다고 하였다. 더 나아가 1993년 10월 12일의 마스트리트(Maastricht) 판결을 통해 독일연방헌법재판소는 독일에서의 2차 공동체법의 적용가능성에 대해서 연방헌법재판소의 재판권을 유럽법원과의 협력관계에서 행사한다고 판시하였다. 협력관계에서 연방한법재판소의 역할은 필수불가결한 기본권수준의 일반적 보장에 국한된다.
이러한 판례들은 유럽공동체법에 대한 독일헌법의 우위를 전범위적으로 고수하고 있기는 하나, 연방헌법재판소의 통제권한이 유럽법원의 통제와 상응하는 경우에는 개입을 해서는 안 된다는 내용을 담고 있다. 이렇게 독일 연방헌법재판소은 유럽공동체법과 독일법이 충돌하는 부분에서 상호간의 고려를 통해 규범충돌을 피하고, 유럽법원과 연방헌법재판소 간의 협력관계로서의 고려를 법이론적으로 발전시켜 나가고 있다.

## 사건
- 1995년 10월 30대 초반의 엔지니어 쿠르트 투촐스키가 1931년 디 벨트뷔네라는 신문에 '군인은 살인자'라는 표현을 독자투고에 인용한 것을 마인츠 법원이 유죄로 인정하면서 3000마르크(원화 160만원 상당) 선고했다. 이에 대해 독일 연방헌법재판소는 "독일군이나 특정한 군인을 목표로 한 것이 아니라 일반적인 군인에 대해 사용한 것이므로 기본법(헌법)에 보장된 사상의 자유를 인정해야 한다"며 무죄 판결을 내리고 재판을 원심으로 돌려보냈고, 마인츠 법원이 무죄를 선고했다.[12]

## 같이 보기
- 독일연방공화국 기본법
- 독일의 정치
- 헌법재판소
- 방어적 민주주의

## 참고 서적
- 유타 림바흐, '독일연방헌법재판소 : 沿革·任務 그리고 展望을 중심으로', 고려대학교 출판부, 2007
- 클라우스 슐라이히, '獨逸憲法裁判論 : 獨逸聯邦憲法裁判所의 地位. 節次. 裁判', 미리교역, 2001
- 헌법재판소 헌법재판연구원, '독일통일과 연방헌법재판소의 역할(비교헌법재판연구 2011-b-2)', 2011